# Makakilo City
Makakilo City és una població dels Estats Units a l'estat de Hawaii. Segons el cens del 2000 tenia 13.156 habitants.

## Demografia
Segons el cens del 2000, Makakilo City tenia 13.156 habitants, 3.898 habitatges i 3.225 famílies. La densitat de població era de 1617,0 habitants per km².
Dels 3.898 habitatges, en un 44,2% hi vivien nens de menys de 18 anys; en un 65,9% hi vivien parelles casades; en un 11,3%, dones solteres, i en un 17,3% no eren unitats familiars. En l'11,3% dels habitatges hi vivien persones soles l'1,4% de les quals corresponia a persones de 65 anys o més que vivien soles. El nombre mitjà de persones vivint en cada habitatge era de 3,37 i el nombre mitjà de persones que vivien en cada família era de 3,64.
Per edats la població es repartia de la següent manera: un 30,5% tenia menys de 18 anys, un 8,3% entre 18 i 24, un 33,6% entre 25 i 44, un 21,5% de 45 a 64 i un 6,1% 65 anys o més.
L'edat mediana era de 32,4 anys. Per cada 100 dones hi havia 101,04 homes. Per cada 100 dones de 18 o més anys hi havia 98,46 homes.
La renda mediana per habitatge era de 66.515 $ i la renda mediana per família de 67.267 $. Els homes tenien una renda mediana de 40.067 $ mentre que les dones 31.194 $. La renda per capita de la població era de 20.945 $. Aproximadament el 4,3% de les famílies i el 5,1% de la població estaven per davall del llindar de pobresa.

## Poblacions més properes
El següent diagrama mostra les poblacions més properes.